# Astrabe lactisella
Astrabe lactisella é uma espécie de peixe da família Gobiidae e da ordem Perciformes.

## Morfologia
- Os machos podem atingir 4 cm de comprimento total.[4][5]

## Habitat
É um peixe marítimo, de clima temperado e demersal que vive até 5 m de profundidade.

## Distribuição geográfica
É encontrado no Japão.

## Observações
É inofensivo para os humanos.